# Jim Dodge
Jim Dodge (ur. 1945) – amerykański pisarz i poeta. Jego powieści znajdują się na pograniczu fantastyki, osadzone są w pejzażu amerykańskim sprzed ery informacji. Porównuje się go do takich pisarzy jak Thomas Pynchon, Richard Brautigan czy J.R.R. Tolkien. Wywodzi się z kręgów pokolenia Beat Generation, liczne fascynacje ich sposobem myślenia dają się w jego dziełach łatwo zauważyć (m.in. fascynacja filozofiami Wschodu i kulturą Indian Amerykańskich, anarchia, kult wartości liberalnych). 
Dodge wykłada Creative Writing na Humboldt State University.

## Dzieła

### Fup (1983)
Krótka, acz sugestywna powieść opiewa losy m.in. tytułowej kaczki imieniem Fup. Poza tym bohaterami są dziewięćdziesięcioletni bimbrownik, a właściwie wytwórca whisky o magicznych właściwościach opartej na indiańskiej recepturze oraz jego wnuk, konstruktor-pasjonat płotów. Powieść ta jest kolejnym manifestem wartości liberalnych charakterystycznie podanych dla post beatnika jakim jest autor.

### Stone Junction (1990)
Jest to swoista Bildungsroman opowiadająca losy Daniela Pearse'a, dorastaniu pośród wyjętych spod prawa romantycznych wyrzutków specjalizujących się w nietypowych przestępstwach i będących mistrzami w swojej klasie. Daniel, młodo osierocony, dostaje się pod skrzydła enigmatycznej AMO - podziemnej organizacji, która kształci go w arkanach tajnych sztuk: od sztuki wygrywania w pokera i imitacji ludzkich postaci do medytacji i umiejętności stawania się niewidzialnym. Jakkolwiek chaotycznie jawić może się ta powieść widziana w dużym skrócie, pełna jest autentycznego humanizmu i w sposób niebanalny budzi wiarę w możliwości które skrywa ludzka osoba. W wydaniu amerykańskim (Grove Press) zaopatrzona jest we wstęp Thomasa Pynchona.

### Rain on the River (2002)
Jest tomem rozmaitych krótkich form prozatorskich i poetyckich pisarza z lat 1970-2001 wydana przez Canongate w roku 2002.